# Ангел Каратанчев
Ангел Костадинов Каратанчев е български писател.

## Биография
Роден е на 29 декември 1926 година в Станимака в семейство на емигранти от Македония. Завършва литература в Софийския университет. Основоположник и ръководител на Клуба на писателите в Сандански. Член е на Дружество на писателите на Македония от 1997 година.

## Творчество
- Ето човекът (стихове, 1990)
- Гатанки (1992)
- Творби (стихове, 1998)
- Епиграми, сентенции, карикатури (2000)